# Squamish Airport
Squamish Airport är en flygplats i Kanada. Den ligger i den sydvästra delen av landet, 3 500 km väster om huvudstaden Ottawa. Squamish Airport ligger 59 meter över havet.
Terrängen runt Squamish Airport är bergig åt nordväst, men åt sydost är den kuperad. Squamish Airport ligger nere i en dal. Närmaste större samhälle är Squamish, 9,4 km söder om Squamish Airport. 
I omgivningarna runt Squamish Airport växer i huvudsak blandskog. Runt Squamish Airport är det ganska tätbefolkat, med 166 invånare per kvadratkilometer.